# مارلين هاريس (كاتبة)
مارلين هاريس (بالإنجليزية: Marilyn Harris)‏ (4 يونيو 1931، أوكلاهوما سيتي في الولايات المتحدة - 18 يناير 2002، نورمان في الولايات المتحدة)؛ روائية أمريكية.